# Bernhard von Cotta

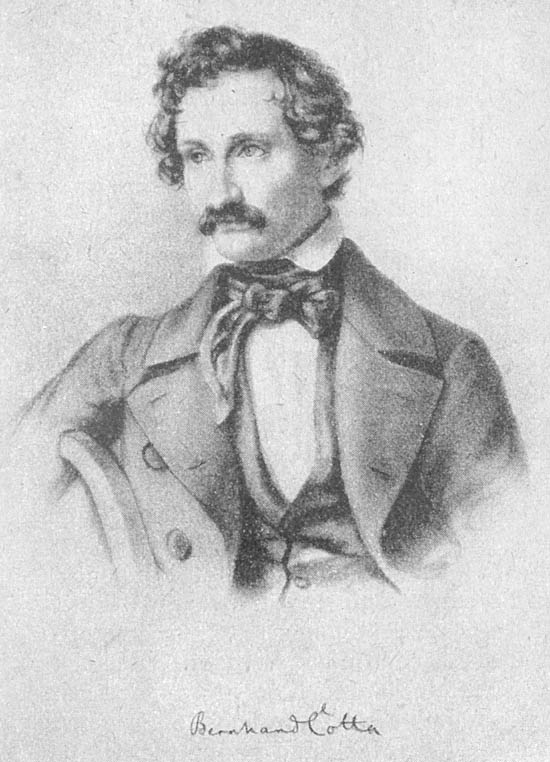
Bernhard von Cotta, lithographierte Zeichnung von Johann Georg Weinhold, 1847

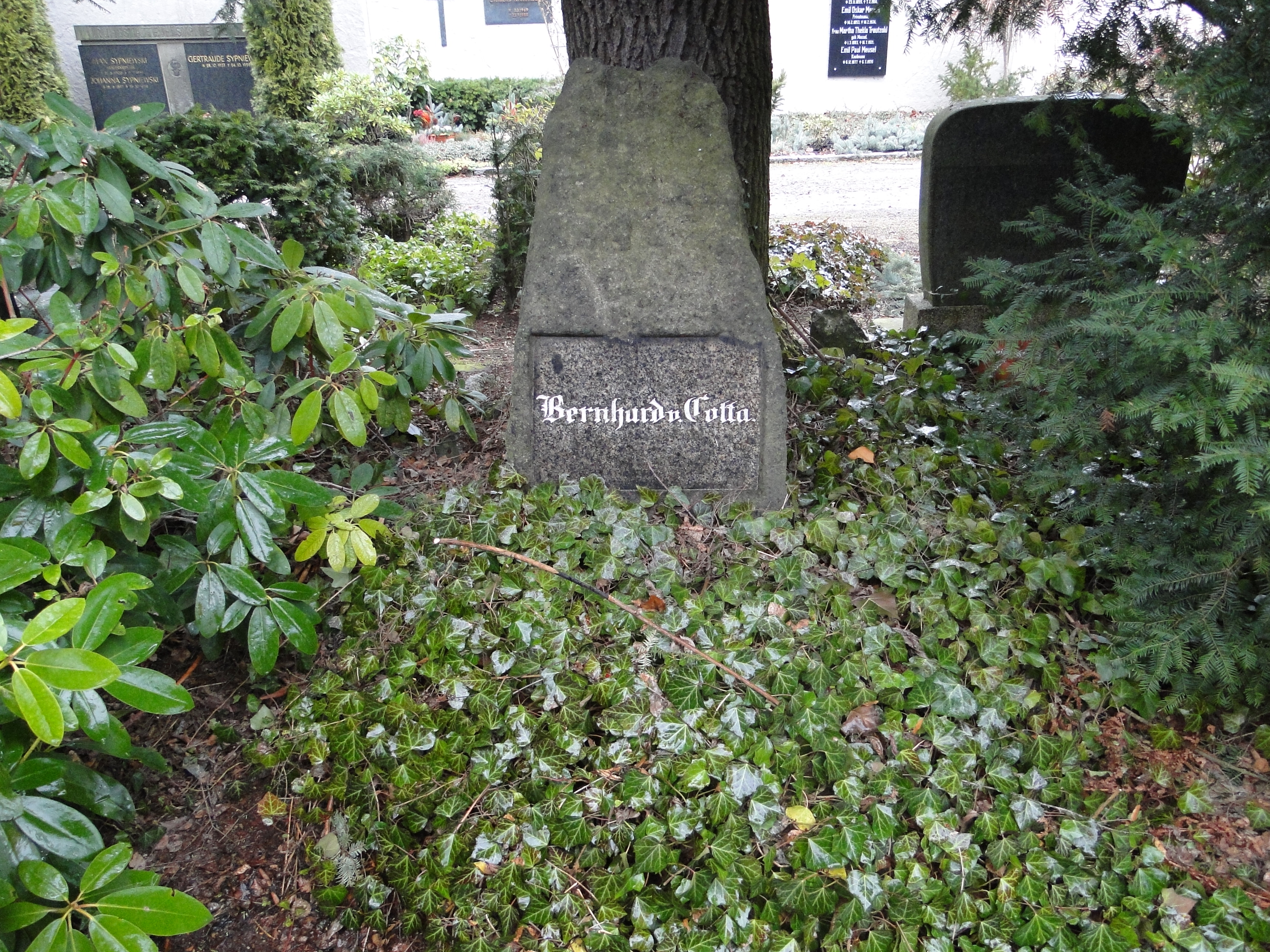
Bernhard von Cottas Grab in Freiberg

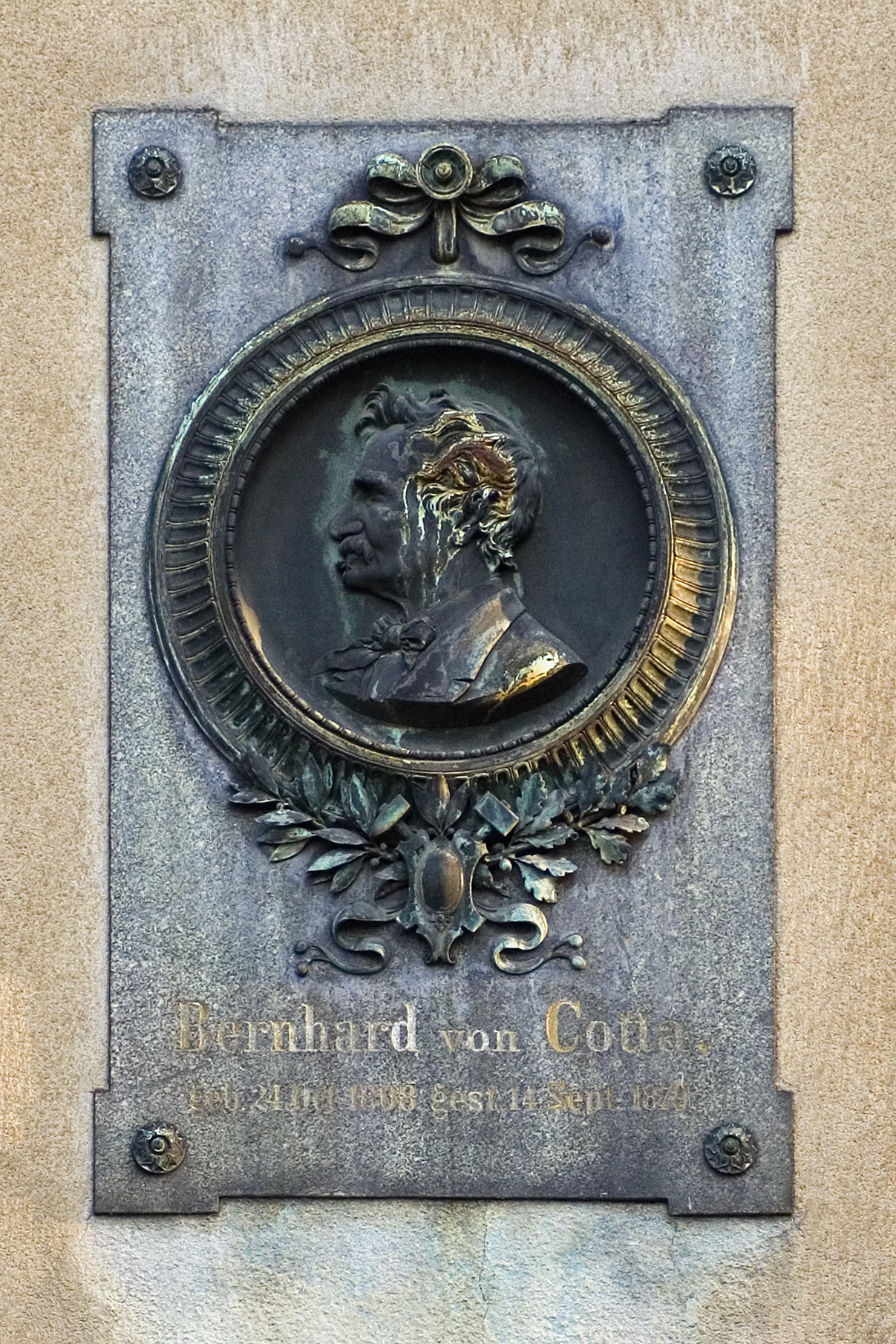
Tafel an Cottas Wohnhaus in Freiberg

Carl Bernhard von Cotta (* 24. Oktober 1808 im Forsthaus Kleine Zillbach; † 14. September 1879 in Freiberg) war ein bedeutender deutscher Geologe und Bergbau-Wissenschaftler.

## Leben
Der Sohn des Forstwissenschaftlers Heinrich Cotta studierte ab 1827 Mineralogie und Geologie an der Bergakademie Freiberg, wo er sich 1829 dem Corps Montania anschloss. Ab 1831 studierte er an der Ruprecht-Karls-Universität Heidelberg, wo er 1832 promovierte, sowie an der Forstakademie Tharandt. Nach Beendigung seines Studiums erhielt Cotta 1839 eine Anstellung als Sekretär an der Forstakademie.
Bereits ab 1832 arbeitete er an der Herausgabe der Geognostischen Karte von Sachsen mit. Zunächst unter der Leitung von Carl Amandus Kühn, übernahm Cotta ab 1835 gemeinsam mit Carl Friedrich Naumann die Leitung der Arbeiten.
Im Jahr 1842 übernahm er nach dem Weggang Naumanns nach Leipzig dessen Lehrstuhl für Geognosie in Freiberg und vollendete 1845 auch die Geognostische Karte von Sachsen. Angeregt von der durch Louis Agassiz verbreiteten Eiszeittheorie fand auch er in der Nähe der Hohburger Berge östlich von Leipzig Gletscherspuren, die ihn stark beeindruckten: „Sollten die nordischen Gletscher wirklich von den skandinavischen Bergen bis an die Wurzener Hügel gereicht haben? Mich friert bei dem Gedanken.“ Cotta erweiterte seine Vorlesung noch um die Gebiete der Versteinerungslehre und Erzlagerstättenlehre. 1846 gründete Cotta den Tambacher Steinkohlen-Actien-Verein, dessen Vorsitz er übernahm. Im Jahr 1848 war er eines der Gründungsmitglieder der Deutschen Geologischen Gesellschaft. Außerdem kandidierte er für die Frankfurter Nationalversammlung und war aktiv im Vorstand des Vaterlandsvereins und des Turnvereins in Freiberg.
Als Teilnehmer an der Märzrevolution wurde Cotta 1849 begnadigt. Während sein Vater Heinrich Cotta es stets abgelehnt hatte, den ursprünglichen Adelstitel der Familie zu erneuern, wurde er seinen drei Söhnen Bernhard, Wilhelm und August 1858 auf Antrag neu verliehen.
Bernhard von Cottas Untersuchungen beschränkten sich keinesfalls auf Deutschland. Er beschrieb ab 1854 auch die Erzlagerstätten in Siebenbürgen, Ungarn, dem Banat, Serbien, der Bukowina und in den Ostalpen. Im Auftrag des russischen Zaren Alexander II. bereiste er 1868 den Altai. 1863 wurde er zum korrespondierenden Mitglied der Bayerischen Akademie der Wissenschaften und 1864 zum korrespondierenden Mitglied der Göttinger Akademie der Wissenschaften gewählt.
Cotta, der seit 1862 Bergrat war, trat 1874 in den Ruhestand. Sein Nachfolger wurde Alfred Wilhelm Stelzner. Cotta verstarb 1879 in Freiberg und wurde auf dem Donatsfriedhof beigesetzt.
Nach ihm ist der Dorsum Von Cotta auf dem Erdmond benannt.

## Schriften
- Die Dendrolithen in Beziehung auf ihren inneren Bau. Dresden / Leipzig 1832.
- Tharand und seine Umgebungen. Leipzig / Dresden 1834 (Digitalisat).
- Geognostische Beschreibung des Königreiches Sachsen und der angränzenden Länderabtheilungen. Dresden / Leipzig 1836–1845 (mit Carl Friedrich Naumann)
- Geognostische Wanderungen. Arnoldische Buchhandlung, Dresden / Leipzig 1836–1838.
  - Band 1: Geognostische Beschreibung der Gegend von Tharandt. Ein Beitrag zur Kenntniss des Erzgebirges. Arnoldische Buchhandlung, Dresden / Leipzig 1836. (Digitalisat).
  - Band 2: Die Lagerungsverhaeltnisse an der Grenze zwischen Granit und Quader-Sandstein bei Meissen, Hohnstein, Zittau und Liebenau. Arnoldische Buchhandlung, Dresden / Leipzig 1838. (Digitalisat)
- Anleitung zum Studium der Geologie und Geognosie. Besonders für deutsche Forstwirthe, Landwirthe und Techniker. Dresden (u. a.) 1839. (Digitalisat)
- Geognostische Karte von Thüringen. 1843–1848.
- Bernhard von Cotta, Joseph Fournet: Die Erzgänge und ihre Beziehungen zu den Eruptivgesteinen, nachgewiesen im Departement de l'Aveyron von Fournet, Prof. in Lyon, frei übersetzt und mit vergleichenden Bemerkungen über die sächsischen Erzgänge versehen. Dresden / Leipzig 1846.
- Leitfaden und Vademecum der Geognosie. Arnoldische Buchhandlung, Dresden / Leipzig 1849. (Digitalisat)
- (Zusammenstellung): Geognostische Karten unseres Jahrhunderts. Freiberg 1850.
- Der innere Bau der Gebirge. Engelhardt, Freiberg 1851. (Digitalisat)
- Gangstudien oder Beiträge zur Kenntniss der Erzgänge. 4 Bände. Engelhardt, Freiberg 1850–1862. (Digitalisat Band 1), (Band 2), (Band 3), (Band 4)
- Geologische Briefe aus den Alpen. Weigel, Leipzig 1850. (Digitalisat)
- Briefe über Humboldts Kosmos. Ein Commentar zu diesem Werke für gebildete Laien. Weigel, Leipzig 1850–1860. (Digitalisat Band 1), (Band 2), (Bad 3,1), (Band 3,2) (Band 4,1),(Band 4,2)
- Geologische Bilder. Weber, Leipzig 1852. (Digitalisat) (Mehrere Auflagen).
- Gesteinslehre. Engelhardt, Freiberg 1855. (Digitalisat). Zweite, umgearbeitete Auflage 1862. (Digitalisat). 1866 (englisch).
- Lehre von den Flözformationen. Engelhardt, Freiberg 1856. (Digitalisat)
- Deutschlands Boden, sein geologischer Bau und dessen Einwirkung auf das Leben des Menschen. Band 1–2, Leipzig 1854 und 1858.
- Lehre von den Erzlagerstätten. 2 Bände. Engelhardt, Freiberg 1854/1859–1861. (Digitalisat Band 1) (Band 2) 1870 (englisch).
- Geologische Fragen. Engelhardt, Freiberg 1858. (Digitalisat)
- Katechismus der Geologie oder Lehre vom innern Bau der festen Erdkruste und von deren Bildungsweise. Weber, Leipzig 1861. (Digitalisat)
- Ungarische und Siebenbürgische Bergorte. Ansichten nach Federzeichnungen von Heinrich von Jossa. Weber, Leipzig 1862. (Digitalisat)
- zusammen mit Edmund von Fellenberg: Die Erzlagerstätten Ungarns und Siebenbürgens. Freiberg 1862.
- Die Geologie der Gegenwart. QWeber, Leipzig 1866. (Digitalisat) (Mehrere Auflagen).
- Erzlagerstätten im Banat und in Serbien. Braumüller, Wien 1865. (Digitalisat)
- Der Altai, sein geologischer Bau und seine Erzlagerstätten. Weber, Leipzig 1871. (Digitalisat)
- Beiträge zur Geschichte der Geologie. Band 1. Weber, Leipzig 1877. (Digitalisat)

## Kartenwerke
Bernhard Cotta, Carl Friedrich Naumann: Geognostischen Spezialcharte des Königreiches Sachsen und der angrenzenden Länder-Abtheilungen, [1:120 000, 12 Blatt]. Königliche Bergakademie zu Freiberg (Hrsg.), geographisch bearbeitet in der Kön. Kameral-Vermessungsanstalt, Dresden 1846